# Joaquín Crespí de Valldaura Caro
Joaquín Crespí de Valldaura Cano, marquès de la Vega de Boecillo, (28 de març de 1901 - 28 d'abril de 1937, Madrid) fou un militar espanyol, capità de l'arma de Cavalleria, que s'aixecà contra el govern de la Segona República Espanyola el 1936 a Mallorca. Els primers mesos de la Guerra Civil fou comandant militar de Porreres, on participà en la formació de les milícies falangistes, en la repressió de membres i simpatitzants del Front Popular i en la defensa contra el desembarcament de Mallorca per part de tropes republicanes.

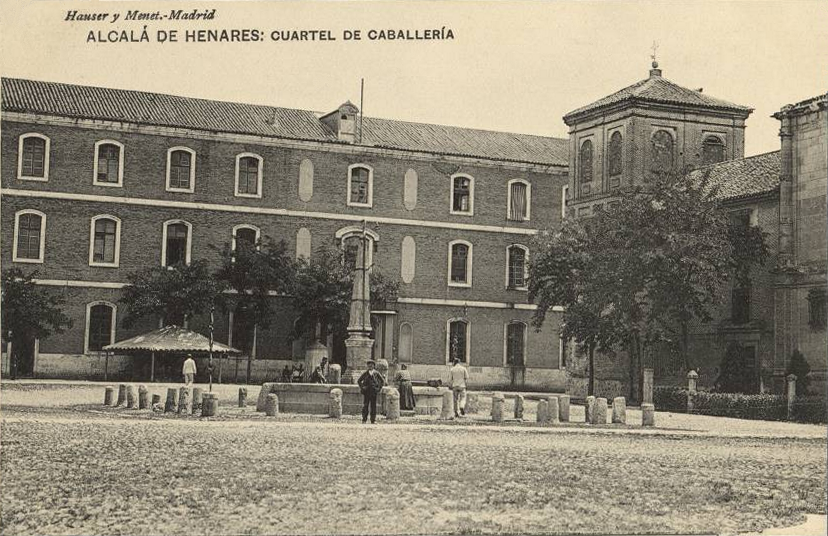
Quarter de Cavalleria del Príncipe, dit de San Diego, a Alcalà de Henares cap el 1912

Era fill del coronel de Cavalleria Joaquín Crespí de Valldaura Fortuny i de Beatriz Caro del Arroyo. Participà en concursos hípics internacionals. El 10 d'agost de 1932 fou un dels alçats a Madrid en l'intent de cop d'estat conegut com la Sanjurjada. El setembre de 1932 fou deportat a Villa Cisneros, però l'1 de gener de 1933 aconseguí fugir-ne amb altres 28 deportats més i refugiar-se a Portugal. El 1933 el Tribunal Suprem no el pogué jutjar perquè no havia tornat. A finals de l'abril de 1934 s'entregà a Lisboa i fou conduït a Madrid per completar el judici. Fou absolt. El 1936 estava destinat al Regiment de Caçadors de Villarrobledo, núm. 3.
Formà part dels anomenats Jinetes de Alcalá, un grup de militars de l'arma de Cavalleria adscrits als Regiments de Caçadors de Calatrava, núm. 2, i de Villarrobledo, núm. 3, destinats a Alcalá de Henares, que a finals de juny de 1936 foren confinats al castell de Sant Carles de Palma, Mallorca. El Govern de la Segona República aprofità uns greus incidents entre soldats i membres de partits d'esquerra per fer neteja de conspiradors d'aquests dos regiments. Al castell de Sant Carles conegueren al cap de la Falange Española a Mallorca, Alfonso de Zayas, que també estava empresonat i que els posà amb contacte amb els militars que s'havien d'aixecar contra la República. Quan es produí el pronunciament militar del 18 de juliol de 1936, aquests militars es posaren a les ordres dels avalotats. Crespí de Valldaura fou nomenat el 23 de juliol cap instructor de les milícies de la Falange Espanyola de Porreres i comandant militar de la població, un municipi on es cometeren desenes d'afusellaments de persones. Després d'uns mesos a Mallorca retornà a la península destinat a la Bandera de la Falange de Castellà i morí al front de Madrid, a la Casa de Campo, l'abril de 1937.